# Ruangwa
Ruangwa è una circoscrizione mista (mixed ward) della Tanzania situata nel distretto di Ruangwa, regione di Lindi. Conta una popolazione di 5 435 abitanti (censimento 2012).